# Жан-Батист Колбер
Жан-Батист Колбер (на френски: Jean-Baptiste Colbert; * 29 август 1619, Реймс, Кралство Франция; † 6 септември 1683, Париж, Кралство Франция) е френски икономист, политик и обществен деец при управлението на Луи XIV във Франция. Заемал постовете суперинтендант на финансите (тоест финансов министър), министър на търговията и на флота. Колбер е ключовата фигура в реализирането на проекта за създаване на абсолютистко управление. Привърженик и един от идеолозите на меркантилизма.

## Произход и младост
Роден е в Реймс в семейството на Никола Колбер и Мари Пюсор – заможни търговци.
Започва кариерата си в бюрократичния апарат още преди да навърши 20 години. Смята се, че това се дължи на факта, че неговият чичо Жан-Батист Колбер дьо Сен-Пуанж е женен за сестрата на бъдещия министър на войната Мишел льо Телие. Самият Сен-Пуанж през 1645 препоръчва Колбер на своя шурей Мишел ле Телие, който по това време е държавен секретар.
Има неизяснени подробности в неговите ранни години, например странният начин, по който семейството му се сдобива със значителни суми пари. Жени се за Мари Шарон братовчедка по брак на Александър Бонтан любимият прислужник на Луи XIV. Купува имението Сеньоле, което му дава титлата барон. Така Колбер става част от чиновническата аристокрация, наречена аристокрация на тогата.

## Кариера

### Асистент на кардинал Мазарини
До 1651 г. Колбер е никому неизвестен дребен чиновник, но тогава, в разгара на Фрондата, бива забелязан от първия министър кардинал Джулио Мазарини. Мазарини, регентката Анна Австрийска и самият крал трябва да напуснат Париж, за да се спасяват от разбунтувалата се тълпа. Колбер остава в столицата като информатор на кардинала, възложено му е и да се грижи за неговата собственост. В края на годината Мазарини се връща, прави Колбер свой личен асистент и все по-високо оценява способностите му. С това високо покровителство Колбер си купува важни постове и натрупва значително състояние. Малко преди смъртта си Мазарини предлага на Луи XIV да продължи да му се доверява. „Това е най-доброто наследство, което мога да ви оставя“, заключава той.

### Внасяне на ред в държавата
С огромната си енергия и точна преценка за хората и стопанските процеси Колбер си поставя трудната задача да установи ред в икономическото състояние на държавата. По това време суперинтендант на финансите е Никола Фуке – способен, но безотговорен човек, когото Луи XIV подозира в укриване на средства. Колбер подсилва съмненията, като посочва нередовните и непълни отчети, давани от Фуке. След внимателно организирана акция те успяват да го отстранят през септември 1661 г., след което Фуке е подложен на тежък съдебен процес и накрая затворен. Сега Колбер свободно се заема с финансовите въпроси. Той бързо се издига и концентрира в ръцете си редица постове: контрольор по сградите (1664), суперинтендант на финансите (1665), отговорник за Maison du Roi – елитните военни части (1668) и министър на флота (1669).
Първата цел на министъра са данъците, които се намират в хаотично състояние. Те не са еднакви за различните провинции на кралството, някъде се събират на човек, другаде на поземлени владения. Масово е разпространена практиката богати предприемачи да откупуват правото да събират данъци от името на краля. Разбира се, след това те предават на хазната по-малки суми и никой не може да докаже, че са злоупотребили. Колбер обаче създава специални трибунали за такива хора, с което спечелва одобрението на масите. Въпреки че те не постигат недвусмислен успех, все пак достатъчно стряскат прекупвачите и кражбите намаляват. Ето защо Колбер бързо успява да балансира бюджета (до 1666 г.) и оттам нататък страната събира повече, отколкото изразходва.

### Насърчаване на икономическата активност
Като привърженик на меркантилизма, Колбер е убеден, че най-важният източник на пари е външната търговия. Той убеждава и краля, че за да се установи политическо могъщество на Франция, е нужно тя да завладее колкото се може по-голяма част от международната търговия, дори това да означава конфликт с холандците – господари по моретата в този момент. Той предвижда построяването на силен търговски флот и понеже той трябва да бъде защитаван – строеж и на военни кораби. Така Колбер става инициатор и архитект на морската мощ на Франция в края на XVII век. Министърът насърчава търговци, манифактуристи, собственици на земя с редица едикти и кодекси – едикт за гражданските процедури (1667), едикт за водите и горите (1669), наказателен кодекс (1670), търговски кодекс (1673) и морски кодекс (1681). Въвежда стандарти за качество на стоките до най-малката подробност с предвидени наказания (глоби и дори изправяне на позорен стълб) за фалшифициране на качеството. Считайки обаче, че това няма да е достатъчно, той създава държавни предприятия, както и държавни търговски компании. Най-важни от тях са Източноиндийската и Западноиндийската (1664 г.), които, за разлика от едноименните си събратя в Англия и Холандия, не постигат особен успех.
Колбер погрешно смята, че конкуренцията е вредна и подкрепя създаването на монополи. За да защити френското производство, налага мита на вносните стоки, създавайки по този начин прототипа на по-късноя протекционизъм. Задължава колониите да търгуват само с родината си, с което удря тежко интересите на англичаните и холандците. Търговското съперничество стига дотам, че Колбер е един от инициаторите за Холандската война (1672 – 1678). С нападението срещу малката република той се надява с военни средства да помогне на търговското израстване на Франция.

## Оценки за делото му
Много от неговите съвременници не одобряват твърде взискателната му политика, която ограничава свободата на стопанска инициатива. Това са именно най-активните участници в икономическия живот – търговците, манифактуристите, банкерите. Оценките на историците са положителни. Известни са думите на Волтер: „И днес [1751 г.] усещаме какви добрини е сторил за кралството министърът Колбер. Тогава още не се е усещало. Той е работил за неблагодарници.“
Инес Мюра в отличната си книга за Колбер прави подобен извод „Неговата воля и амбиция за Франция са толкова големи, че оставят своите следи за много години напред, а в някои отношения – и до днес [края на ХХ в.].“
Жан Майер: „В своя живот Колбер е бил изключително мразен. Малко хора са го обичали и още по-малко са виждали неговите изключителни способности. Рядко се случва министър на финансите да бъде популяран. В една демокрация той изобщо не би станал министър, още по-малко „пръв министър“. Смъртта му е била приета с радост от населението. Но истината е, че той не е направил нищо, за да стане популярен.“

## Семейство
Възходът на Колбер осигурява високи постове и за неговите роднини, много от които способни дейци. Колберовата династия господства в управлението на Франция дълго след смъртта му. Това включва:
- Шарл Колбер дьо Кроаси (1625 – 1696), по-малък брат – дипломат (подписал Аахенския договор от 1668 г.) и министър на външните работи (1680 – 1696);
- Жан-Батист Колбер дьо Сеньоле (1651 – 1690), син на Колбер – наследява го като министър на флота (1683 – 1690);
- Жан-Батист Колбер дьо Торси (1665 – 1746), син на Колбер дьо Кроаси – дипломат, известен най-вече с влиянието което оказва през 1700 г. върху Карлос ІІ за завещанието в полза на Франция;
- Шарл-Жоашен Колбер дьо Кроаси (1667 – 1738), син на Колбер дьо Кроаси – епископ на Монпелие.
- Жан-Батист Колбер дьо Сен-Пуанж Първи Комисар на Военното министерство на Луи XIII прадядо на Жан-Батист Колбер който го представя на своя шурей Мишел ле Телие.
- Децата на Колбер са както следва:
- Жана-Мари омъжена за Шарл-Оноре Д'Албер дьо Люин внук на Херцог дьо Люин може би, най-известният фаворит на Луи XIII
- Жан-Батист Маркиз дьо Сеньоле
- Жак-Никола Архиепископ на Руен
- Антоан-Мартен рицар на Ордена на Свети Йоан Йерусалимски
- Анриет-Луиз омъжена за Пол де Бовилиер Маркиз дьо Сен-Енян
- Жан-Жул-Арманд Маркиз дьо Бленвил
- Мари-Ан омъжена за Луи I Херцог дьо Мортемар (племенник на Мадам дьо Монтеспан)
- Луи Граф дьо Линиер пазач на кралската библиотека
- Шарл-Едуар Граф дьо Ско